# Eumolpo
Nella mitologia greca, Eumolpo (in greco antico: Εὔμολπος?, Èumolpos) era il figlio di Poseidone e Chione (o di Hermes e Aglauro). Secondo alcuni autori, era invece figlio di Museo, discepolo di Orfeo.

## Il mito
Secondo la Bibliotheca, dello Pseudo-Apollodoro, Chione, figlia di Borea e di Oritia, incinta di Eumolpo da Poseidone, spaventata dalla reazione di suo padre, gettò il bambino nell'oceano. Poseidone si prese cura di lui e lo portò sulle rive dell'Etiopia, dove Bentesicima, una figlia di Poseidone ed Anfitrite, crebbe il bambino, che sposò poi una delle due figlie di Bentesicima, avute da suo marito Etiope. Eumolpo tuttavia amava l'altra figlia e fu esiliato per questo. Si recò allora con suo figlio Ismaro in Tracia. Lì, fu scoperto quale complice di un complotto volto a rovesciare il re Tegirio, e perciò si rifugiò ad Eleusi.
Ad Eleusi, Eumolpo divenne uno dei primi sacerdoti di Demetra ed uno dei fondatori dei  Misteri Eleusini. Egli iniziò a tali misteri l'eroe Eracle.. Quando Ismaro morì, Tegirio andò a cercare Eumolpo; i due si riappacificarono ed Eumolpo ereditò il regno di Tracia.. Eumolpo era un eccellente musicante e cantore; suonava l'aulos e la lira. Egli vinse una gara musicale ai giochi funebri in onore di Pelia ed insegnò la musica ad Eracle.
Durante una guerra tra Atene ed Eleusi, Eumolpo si schierò con Eleusi. Suo figlio Immarado fu ucciso dal re di Atene Eretteo. Secondo la maggior parte delle fonti, Eretteo uccise anche Eumolpo, e Poseidone chiese a Zeus di vendicare la morte di suo figlio. Zeus, allora, uccise Eretteo con un fulmine; secondo altri, Poseidone spaccò la terra ed inghiottì Eretteo. Eleusi perse la battaglia contro Atene ma gli "Eumolpidae" e i "Kerykes", due famiglie di sacerdoti di Demetra, continuarono i Misteri Eleusini. Fu il figlio minore di Eumolpo, Cerice, a fondare entrambe le stirpi.